# 오딘 (코드 변환 소프트웨어)
오딘(Odin)은 OS/2에서 마이크로소프트 윈도우 프로그램을 실행시키거나 OS/2 네이티브 프로그램으로 변환시키기 위한 프로젝트이다. 이 프로젝트의 목표는, 윈도 프로그램을 OS/2에서 완벽히 실행시키고, 완벽히 포팅시키는 것이다. 오딘32를 통하여 오페라가 OS/2로 포팅시켰다.

## 같이 보기
- OS/2
- 와인